# مايك بالدوين (متسابق دراجات نارية)
مايك بالدوين (بالإنجليزية: Mike Baldwin)‏ هو متسابق دراجات نارية أمريكي الجنسية, وقد شارك مايك بالدوين في مسابقة الأي أم أيه خلال بداية الثمانينات، وشارك أيضا في سباق الجائزة الكبرى للدراجات النارية.
فاز مايك بالدوين ب5 جوائز في سباقات الأي أم أيه لل فورمولا 1 وكان أيضا أول سائق سباقات الذي يفوز في 3 سباقات تحمل متتالية من سباقات سوزوكا 8 ساعات.

## روابط خارجية
- مايك بالدوين على موقع MotoGP.com (الإنجليزية)
- مايك بالدوين على موقع WorldSBK.com (الإنجليزية)